# میلان یانکوویچ (بازیکن فوتبال، زاده ۱۹۵۹)
میلان یانکوویچ (انگلیسی: Milan Janković؛ زادهٔ ۳۱ دسامبر ۱۹۵۹) بازیکن فوتبال اهل یوگسلاوی بود.
از باشگاه‌هایی که در آن بازی کرده‌است می‌توان به باشگاه فوتبال رئال مادرید، باشگاه فوتبال ماریبور، باشگاه فوتبال اوسیک، باشگاه فوتبال ستاره سرخ بلگراد، و باشگاه فوتبال اندرلشت اشاره کرد.
وی همچنین در تیم ملی فوتبال یوگسلاوی بازی کرده‌است.